# Cloud Connected
Cloud Connected è un singolo pubblicato dalla band death metal In Flames, estratto dall'album Reroute to Remain e pubblicato da Nuclear Blast nel 2002. Nel videoclip della canzone è possibile vedere gli In Flames vestiti di bianco che suonano dentro una stanza, con degli strani simboli sulle pareti, e ogni tanto guardano dentro un cerchio ricordante il portale di Stargate.

## Tracce
1. Cloud Connected
2. Colony (Live)
3. Cloud Connected (videoclip)

## Formazione
- Anders Fridén - voce
- Björn Gelotte - chitarra
- Peter Iwers - basso
- Daniel Svensson - batteria
- Jesper Strömblad - chitarra